# Hudební forma
Hudební forma nebo také hudební útvar je označení pro skupinu hudebních skladeb příbuzných v rámci termínu především z hlediska kompozice, stavby či struktury, někdy však též i nástrojového obsazení, eventuálně z hlediska účelu či příležitosti, ke kterým byly složeny.

## Druhy hudebních forem
vokální hudební formy
Malé písňové formy:
- -     - Malá jednodílná píseň
    - Malá dvojdílná píseň
    - Malá třídílná píseň

Velké písňové formy:
- -     - Velká jednodílná píseň
    - Velká dvojdílná píseň
    - Velká třídílná píseň

  - balada
  - ballata
  - chorál: gregoriánský a protestantský chorál
  - árie
  - arietta
  - dumka
  - recitativ
  - moteto
  - madrigal
  - kantáta
- imitační formy
  - fuga
  - kánon
  - canzona
  - ricercar
  - toccata (tokáta)
  - óda
  - romance
  - Kiklop

taneční formy
- - alemanda
  - bolero
  - bourrée
  - kankán (cancan)
  - canarie
  - courante (kuranta)
  - čardáš
  - gigue (giga)
  - gavota (gavotte)
  - habanera
  - kamarinskaja
  - kozáček
  - kalamajka (kolomyjka)
  - krakowiak
  - kujawiak
  - ländler (lendler)
  - loure
  - mazur
  - mazurka (mazurek)
  - menuet (minuet)
  - musette
  - oberek
  - passacaglia
  - passepied
  - pavana
  - polka
  - polska
  - polonéza
  - ragtime
  - rigaudon
  - ritornel
  - rondel
  - rondo (rondeau)
  - sarabanda
  - tango
  - tarantela
  - valčík

- pochod (marš)
- scherzo
- miniatura
  - arabeska
  - bagatela
  - ballada
  - barkarola
  - burleska
  - divertimento
  - elegie
  - etuda
  - fantazie
  - humoreska
  - intermezzo
  - capriccio
  - ukolébavka
  - legenda
  - nokturno
  - noveleta
  - preludium
  - rapsodie
  - trio
  - serenáda
  - sonatina

- suita
- partita
- předehra (ouvertura)
- variace
- sonátové allegro
- sonáta
- koncert
  - concerto grosso
  - concertino

symfonie
- - symfonieta
  - symfonická báseň
  - koncertantní symfonie

liturgické formy
- - canticle
  - hymnus, chvalozpěv
  - koleda
  - pastorela (pastorála)
  - mše
  - oratorium
  - žalm (psalm)
  - requiem (rekviem)

- jevištní hudební formy
  - balet
  - burleska
  - muzikál (musical)
- opera
  - opera buffa
  - opereta
  - opéra comique
  - melodram
  - melodrama
  - pašije (passion)
  - vaudeville

řidčeji užívané a archaické hudební formy
- - alborada
  - bergeretta
  - bicinum
  - caccia / chasse
  - cantiga
  - cantilena
  - cassation / kasace
  - ciaccona (chaconne)
  - charivari
  - chiesa
  - čant
  - divertimento
  - frottola
  - fugato
  - selanka (idyla)
  - impromptu
  - interludium
  - jig
  - jota
  - lament
  - lauda
  - pean
  - perpetuum mobile
  - chanson (šanson)